# 안토니오 차노
안토니오 차노(이탈리아어: Antonio Ciano, 1981년 4월 9일~)는 이탈리아의 유도 선수로 2012년 하계 올림픽에 참가했다.